# Chef d'état-major de l'Armée nationale populaire
 (août 2020).
Si vous disposez d'ouvrages ou d'articles de référence ou si vous connaissez des sites web de qualité traitant du thème abordé ici, merci de compléter l'article en donnant les références utiles à sa vérifiabilité et en les liant à la section « Notes et références ».
Le chef d'état-major de l'Armée nationale populaire est, de par la loi, l'officier militaire de rang le plus élevé de l'Armée nationale populaire algérienne, avec le grade de général de corps d'armée.
Il a autorité sur l'état-major de l'Armée composé de départements (emploi-préparation, organisation-logistique, approvisionnement)[pas clair] (DCSA, DCIO, DREC), de services : service géographie et télédétection, de bureaux (enseignement militaire, informatique), un centre des opérations. Il cordonne l'action des commandants de forces (CFT, CFA, CFN, CDAT, CGN, CGR) et des 6 chefs de régions.
Depuis le 23 décembre 2019, le chef d'état-major est le général d'armée Saïd Chengriha.

## Histoire
Le poste est resté vacant pendant de nombreuses années, à la suite de la tentative de coup d'État menée par le colonel Tahar Zbiri contre le chef de l'État Houari Boumédiène en 1967. Il a été recréé en novembre 1984 par le président Chadli Bendjedid.

## Chefs d'état-major de l'Armée nationale populaire
| Portrait | Grade                    | Nom                  | Force armée     | Durée du mandat  | Durée du mandat   | Durée du mandat            | Ministre de la Défense nationale     | Président de la République « Chef suprême des Forces armées » |
| Portrait | Grade                    | Nom                  | Force armée     | Début            | Fin               | Longévité                  | Ministre de la Défense nationale     | Président de la République « Chef suprême des Forces armées » |
| -------- | ------------------------ | -------------------- | --------------- | ---------------- | ----------------- | -------------------------- | ------------------------------------ | ------------------------------------------------------------- |
|          | Colonel                  | Tahar Zbiri          |                 | 4 mars 1964      | 1er novembre 1967 | 3 ans, 7 mois et 28 jours  | Houari Boumédiène                    | Ahmed Ben Bella Houari Boumédiène                             |
|          | Général-major            | Mostefa Belloucif    | Force terrestre | 28 novembre 1984 | 22 novembre 1986  | 1 an, 11 mois et 25 jours  | Chadli Bendjedid                     | Chadli Bendjedid                                              |
|          | Général-major            | Abdellah Belhouchet  | Force terrestre | 22 novembre 1986 | 16 novembre 1988  | 1 an, 11 mois et 25 jours  | Chadli Bendjedid                     | Chadli Bendjedid                                              |
|          | Général-major            | Khaled Nezzar        | Force terrestre | 16 novembre 1988 | 25 juillet 1990   | 1 an, 8 mois et 9 jours    | Chadli Bendjedid                     | Chadli Bendjedid                                              |
|          | Général-major            | Abdelmalek Guenaizia | Force aérienne  | 25 juillet 1990  | 10 juillet 1993   | 2 ans, 11 mois et 15 jours | Khaled Nezzar                        | Chadli Bendjedid Mohamed Boudiaf Ali Kafi                     |
|          | Général-Major            | Mohamed Lamari       | Force terrestre | 10 juillet 1993  | 3 août 2004       | 11 ans et 24 jours         | Liamine Zéroual Abdelaziz Bouteflika | Ali Kafi Liamine Zéroual Abdelaziz Bouteflika                 |
|          | Général de corps d'armée | Ahmed Gaïd Salah     | Force terrestre | 3 août 2004      | 23 décembre 2019  | 15 ans, 4 mois et 20 jours | Abdelaziz Bouteflika                 | Abdelaziz Bouteflika                                          |
|          | Général d'armée          | Saïd Chengriha       | Force terrestre | 23 décembre 2019 | en fonction       | 5 ans, 5 mois et 28 jours  | Abdelmadjid Tebboune                 | Abdelmadjid Tebboune                                          |